# Да изядеш ябълката
„Да изядеш ябълката“ е български игрален филм (трилър, драма) от 1976 година на режисьора Никола Рударов, по сценарий на Свобода Бъчварова. Оператор е Пламен Вагенщайн. Музиката във филма е композирана от Кирил Цибулка.

## Актьорски състав
| Изпълнител                           | Роля                                                                  |
| ------------------------------------ | --------------------------------------------------------------------- |
| Асен Кисимов                         | следователят Боян Урумов                                              |
| Стефан Илиев                         | Георги Джерикаров (бате Жоро), монтьор и бивш царски офицер - капитан |
| з.а. Цветана Манева                  | Мария Стамова, бивша партизанка                                       |
| Антон Карастоянов                    | Йонков, продавач на портокали и бивш царски поручик                   |
| Елена Димитрова                      | Елена Атанасова, музикален педагог                                    |
| Стоян Гъдев                          | сервитьорът в бара на хотел „Хемус“                                   |
| Венелин Пехливанов                   | пилотът, приятел на Мария, бивш партизанин                            |
| Георги Русев                         | Гешев, главен счетоводител                                            |
| Димитър Хаджиянев                    | професор Стамов                                                       |
| Янка Михайлова                       |                                                                       |
| Пенка Цицелкова                      | любовницата на професор Стамов                                        |
| з.а. Димитър Керанов                 | дядо Петко                                                            |
| Светозар Неделчев                    | полковник Ахрабов, царски офицер                                      |
| Стоян Стойчев                        | фелдфебел Инкьов от царската армия                                    |
| Александър Лилов                     | монтьорчето, колега на Джерикаров                                     |
| Антон Радичев                        |                                                                       |
| з.а. Иван Янчев                      | съдия-следовател                                                      |
| Леда Тасева                          | гардеробиерката в бара на хотел „Хемус“                               |
| Радка Ялъмова                        | майката на Елена                                                      |
| Алекси Алексиев                      |                                                                       |
| Мария Ганчева (не указана в титрите) | купувачката на портокали                                              |

и др.